# South-Carolina-Klasse
Die South-Carolina-Klasse war eine Klasse von zwei Schlachtschiffen der United States Navy, welche beide wenige Jahre vor dem Ausbruch des Ersten Weltkrieges fertiggestellt wurden. Namensgeber der Klasse selbst beziehungsweise des Typschiffes war der US-Bundesstaat South Carolina. Die zweite Einheit dieser Klasse wurde nach dem Bundesstaat Michigan benannt. Beide Schiffe stellten die ersten Schlachtschiffe des sogenannten Dreadnought-Typs dar, welche die Vereinigten Staaten in Dienst nahmen. Nachdem der Bau beider Schiffe am 3. März 1905 vom Kongress der Vereinigten Staaten bewilligt worden war (die genaue Bezeichnung lautete bei Auftragsvergabe auf „first class battleship“), erfolgten im Dezember 1906 die Kiellegungen. Mit dem Bau beauftragt wurden die Werften New York Shipbuilding in Camden, New Jersey, (für die Michigan) und William Cramp and Sons in Philadelphia, Pennsylvania, (für die South Carolina). Nach dem Stapellauf 1908 wurden beide Schiffe zu Beginn des Jahres 1910 in Dienst gestellt. Während ihrer gesamten Dienstzeit wurden beide Einheiten nicht in Kampfhandlungen verwickelt. Gleichwohl beteiligten sie sich 1918 an Konvoisicherungsmaßnahmen im Nordatlantik (die Vereinigten Staaten waren 1917 in den Ersten Weltkrieg eingetreten) und transportierten nach dem Kriegsende 1918 im Rahmen von Repatriierungsbemühungen US-Soldaten aus Europa nach den Vereinigten Staaten zurück. Im Kontext von internationalen Bestrebungen, einen neuerlichen maritimen Rüstungswettlauf wie vor dem Ersten Weltkrieg vertraglich zu verhindern (siehe Washingtoner Flottenkonferenz), wurden beide Schiffe 1921/22 bereits nach einer relativen kurzen Dienstzeit von nur wenig mehr als zehn Jahren wieder außer Dienst gestellt und im Laufe des Jahres 1924 abgewrackt.

## Technische Aspekte und Besonderheiten

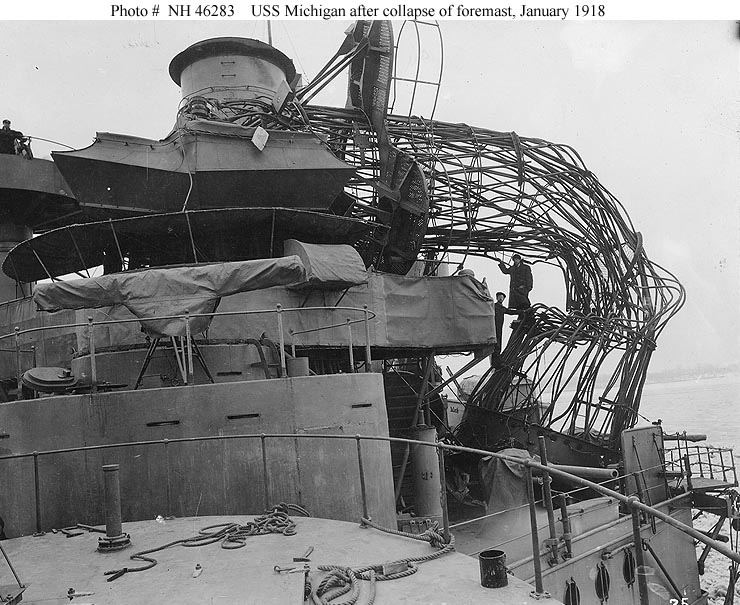
Der im Sturm umgeknickte Vormast der Michigan (1918)

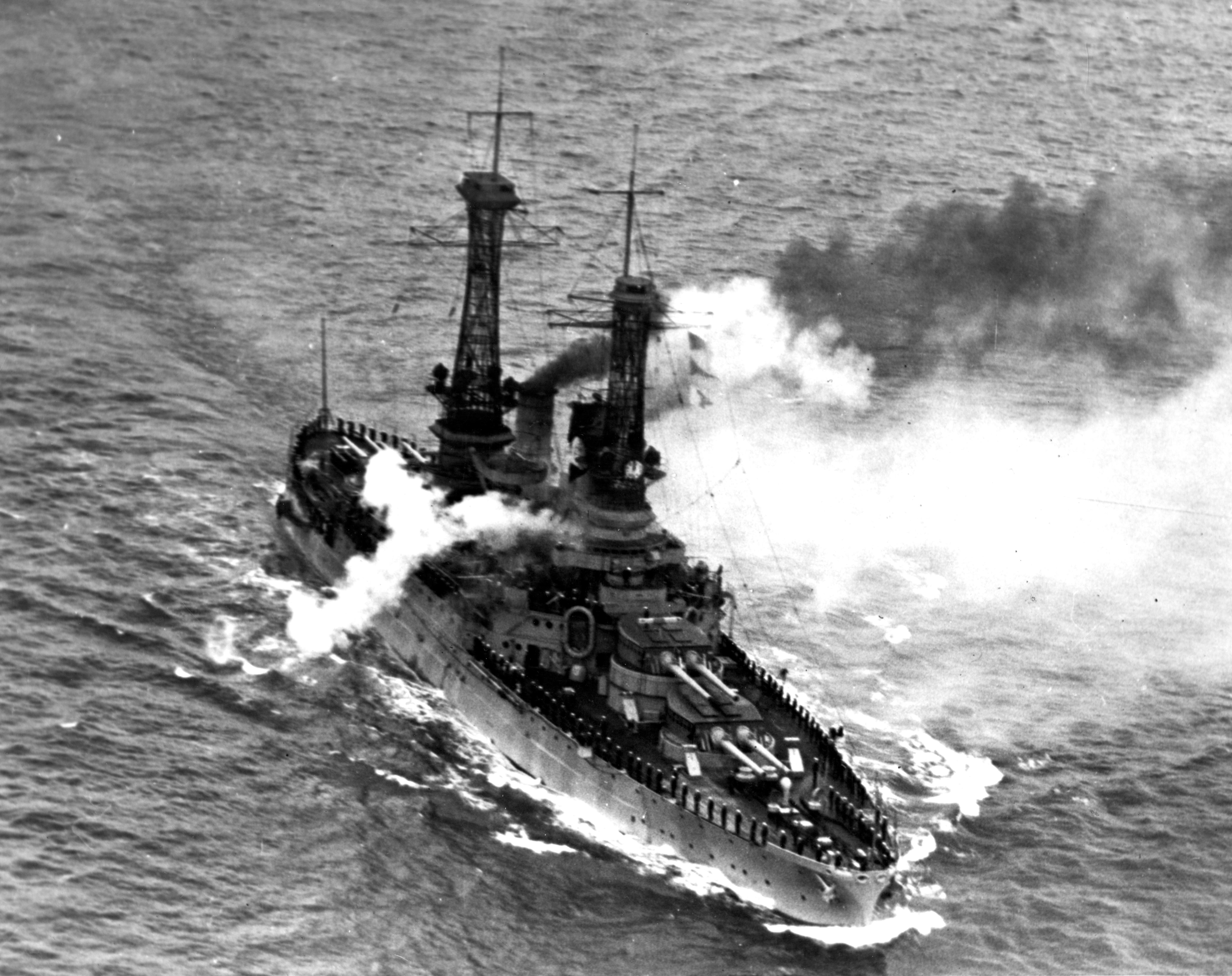
Die South Carolina beim Salutschießen im Jahre 1921

Die Schiffen der South-Carolina-Klasse gelten als die ersten Schlachtschiffe des Dreadnought-Typs beziehungsweise waren die ersten echten Vertreter des Konzeptes des all big gun one calibre battleships, die von der United States Navy in Dienst gestellt wurden. Hierbei waren die Planungen für diese Schiffe bereits seit 1902 vorangetrieben worden, womit sie also bereits vor der britischen Dreadnought konzipiert wurden; gleichwohl wurden sie erst mehrere Jahre nach ihrem britischen Pendant vollendet. Ihre Vorgänger, die Einheiten der Connecticut-Klasse von 1904, waren zwar hinsichtlich der Größe vergleichbar, stellten aber noch eine Mischung aus den damals verbreiteten Einheitslinienschiffen und dem Dreadnought-Konzept dar. So führten diese Schiffe neben vier schweren 305-mm-Geschützen in zwei Doppeltürmen noch eine halbschwere Artillerie von acht 203-mm-Geschützen in vier seitlich angeordneten Zwillingstürmen. Die South-Carolina-Klasse sollte nun nicht nur mit einer Hauptartillerie von acht schweren Geschützen in vier Doppeltürmen bestückt werden, sondern diese Türme sollten auch, damals ein Novum im Kriegsschiffbau, alle in Mittschiffslinie und in überhöhter Aufstellung (sogenannte „superfiring position“) eingebaut werden. Hiermit griff die US-Marine bereits kommenden Entwicklungen voraus. So wurden etwa bei den ersten britischen Dreadnought-Klassen nach der Dreadnought (und bei dieser selbst auch), etwa der Bellerophon-Klasse von 1907 oder der St.-Vincent-Klasse von 1908/09, und auch bei den ersten deutschen Schlachtschiffen, etwa bei der Nassau-Klasse (1908), die schweren Artillerietürme noch hintereinander oder in Seitenaufstellung eingebaut, was allerdings deren Bestreichungsbereiche reduzierte. So konnten die Schiffe der South-Carolina-Klasse von acht schweren Geschützen auch alle acht in einer Breitseite einsetzen, die Schiffe der beiden genannten britischen Klassen jedoch von zehn schweren Geschützen (fünf Doppeltürme) indessen nur acht, und die deutsche Nassau-Klasse (zwölf schwere Geschütze in sechs Doppeltürmen in hexagonaler Aufstellung) ebenso nur acht. Der Vorteil lag insofern auf der Hand, zumal das eingesparte Gewicht, das zusätzliche Türme bedeutet hätten, nun genutzt werden konnte, um den Panzerschutz zu verstärken.
Eine weitere Neuerung war, dass die US-Marine erstmals mit der South-Carolina-Klasse runde Gittermasten einführte. Diese paper basket masts (deutsch: „Papierkorbmasten“) wurden in den kommenden drei Jahrzehnten zu einem Charakteristikum aller US-Schlachtschiffe und wurden erst zum Beginn des Zweiten Weltkrieges wieder abgeschafft. Es handelte sich hierbei nicht um eine reine Gitterkonstruktion, sondern um einen aus mehreren Rohren bestehenden Mast, bei dem beide Enden zu einem Hyperboloid gegeneinander verdreht waren, was die Stabilität verbesserte. Die Entscheidung, diesen Mastentypus einzuführen, war nach Schießtests 1909 gegen solche Masten auf den beiden Zielschiffen Katahdin und San Marcos, wobei sich die Gitterkonstruktionen als sehr widerstandsfähig erwiesen hatten, gefallen. Gleichwohl allerdings war die Zustimmung zu diesen Masten nicht uneingeschränkt – für Kritik sorgte vor allem, dass die Marsen, die auch Leitstände trugen, völlig ungeschützt waren. Dass die Stabilität dieser Masten ihre Grenzen hatte, zeigte zudem ein Vorfall 1918, als ein Sturm auf der Michigan den vorderen Masten umknickte, wobei sechs Besatzungsangehörige den Tod fanden.
Die South-Carolina-Klasse, die Schiffe waren etwas über 138,00 Meter lang und 24,45 Meter breit, wird in Fachkreisen als eine vergleichsweise ausgereifte und sorgfältig durchkonstruierte Klasse bezeichnet. Beide Schlachtschiffe galten allgemein als gute Seeschiffe, sollen aber die Neigung gehabt haben, in stürmischem Wetter etwas zu stark zu rollen. Obgleich die Schiffe durchschnittlich 1–2 kn langsamer waren als die zur gleichen Zeit gebauten europäischen Dreadnougt-Typen, waren sie teils stärker gepanzert als diese. So betrug beispielsweise die Dicke des fünffach abgestuften Seitenpanzers bis zu 305 mm – bei der britischen Dreadnought (die aber zugleich rund 3000 ts schwerer war) lag er bei 279 mm, bei der deutschen Nassau-Klasse (die eine um rund 2500 ts größere Verdrängung hatte) betrug er 300 mm. Insgesamt zeichnete sich bei der South-Carolina-Klasse erstmals die Tendenz im US-Schlachtschiffbau ab, Schlagkraft und Standfestigkeit den Vorzug vor Geschwindigkeit zu geben (in gewisser Weise ähnelte damit das Denken in der United States Navy jener in der deutschen kaiserlichen Marine, stand aber im Gegensatz zu den Direktiven etwa in der Royal Navy oder auch in der Regia Marina, wo der Hauptaugenmerk der Geschwindigkeit galt).

### Bewaffnung
Die Hauptartillerie der South-Carolina-Klasse bestand aus acht 305-mm-Geschützen Mark 5 L/45 in vier je 434 Tonnen schweren Doppeltürmen; je zwei der Türme standen in Mittschiffslinie vor und achtern der Hauptaufbauten, wobei je ein Turm sich in überhöhter Position befand. Pro Geschütz (das Rohrgewicht lag bei 53,6 Tonnen) standen im Normalfall 100 Granaten zur Verfügung. Bei einer Rohrerhöhung von 15 Grad konnte eine Schussweite von maximal rund 18.300 Metern erzielt werden. Das Geschossgewicht lag bei 394,6 Kilogramm (Panzersprenggranate), die Feuerrate betrug durchschnittlich etwa zwei Schuss pro Minute. Auf eine mittlere Artillerie, die bei den meisten anderen Schlachtschiffen jener Zeit zwischen den Kalibern 102 mm und 178 mm schwankte, wurde indessen völlig verzichtet. Stattdessen erhielten die Schiffe eine Vielzahl von leichteren Geschützen zur Abwehr von Torpedobooten beziehungsweise Zerstörern. Hierzu befanden sich insgesamt 22 einzeln lafettierte 76,2-mm-Geschütze Mark 6 L/50 in Kasematten (insgesamt zehn) oder in offener Lafettenaufstellung (zwölf) an Bord. Hinzu kamen (ebenfalls einzeln aufgestellt) zwei 47-mm-Hotchkiss-Kanonen und acht 37-mm-Maschinenkanonen vom Typ Maxim-Nordenfelt. Vor allem die beiden letztgenannten Typen hatten zum damaligen Zeitpunkt allerdings bereits eine nur mehr sehr eingeschränkte Wirkung auf die beständig größer werdenden Torpedofahrzeuge, zu deren Abwehr sie gedacht waren. Ein Teil der leichten Waffen (alle Hotchkiss- und Maxim-Nordenfelt-Kanonen sowie mindestens sechs der 76,2-mm-Geschütze) wurde während des Ersten Weltkrieges ausgebaut, stattdessen kamen im Spätjahr 1917 zwei 76,2-mm-Flugabwehrgeschütze Mark 10 L/50 an Bord, die auf den Scheinwerferplattformen vor dem Hauptmast und hinter dem achteren Schornstein aufgestellt wurden. Unter Wasser waren ferner im Vorschiff, etwa 15 m vor dem ersten Turm der Hauptartillerie, zwei Torpedorohre im Kaliber 533 mm starr eingebaut, wobei je ein Rohr nach Steuerbord und nach Backbord ausgerichtet war.

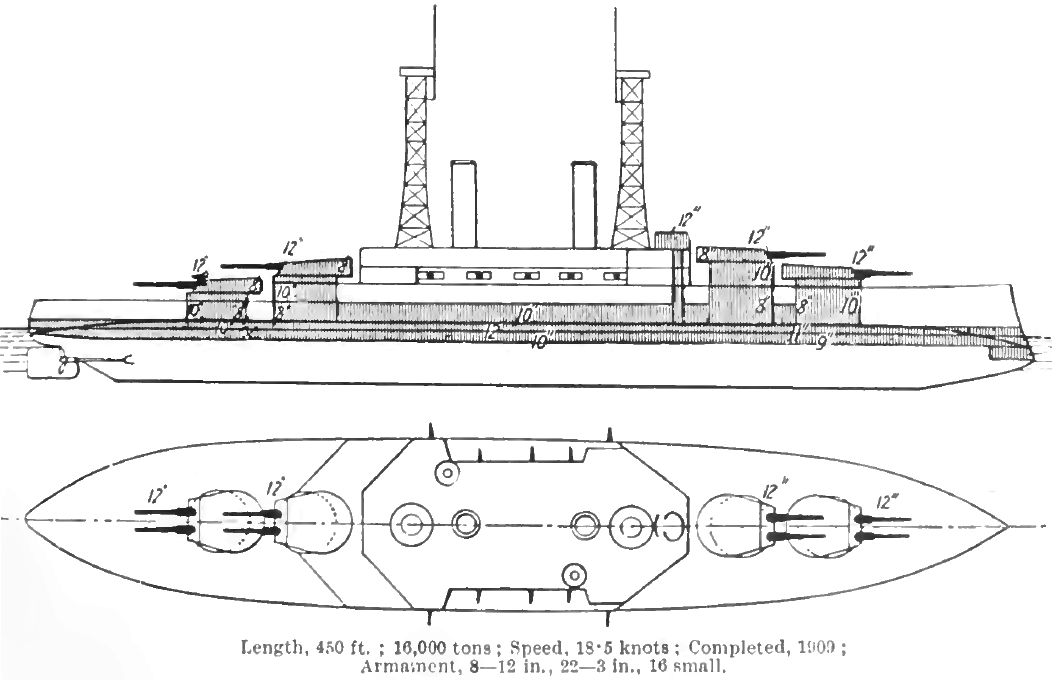
Risszeichnung der South-Carolina-Klasse (mit Zollangaben der Dicke des Panzers an ausgewählten Stellen)

### Panzerschutz
Die Einheiten verfügten über einen 87 m langen und 3,85 m hohen Hauptgürtelpanzer, welcher mittschiffs 305 mm stark war und sich zu den Schiffsenden hin auf 203 mm verjüngte, wobei die Dicke des Panzerschutzes fünf verschiedene Stärken aufwies, je nach der Signifikanz des Bereiches, der geschützt werden sollte. So betrug die Dicke im Bereich der Hauptmagazine bis zu 305 mm, auf Höhe der Maschinenräume lag sie bei 280 mm. Die Querschotten an beiden Abschlüssen des Gürtels waren 254 mm stark, wobei achtern dieses Schott fast bis zum Schiffsboden hinabgezogen war. Das vordere Schott des Zitadellpanzers schloss mit einer sich nach unten verjüngenden Stärke von 203 mm ab. Die Kommandobrücke verfügte über einen Rundumschutz von 305 mm und eine 102 mm starke Decke. Das Panzerdeck war vergleichsweise dünn gehalten und maß nur 25 mm, war aber über den lebenswichtigen Teilen (Maschinenbereiche, Munitionsräume) bis zu 64 mm dick. Die Türme der Hauptartillerie besaßen eine 305 mm starke Front- sowie eine 203 mm dicke Seitenpanzerung, ihre Barbetten wiesen einen Schutz von 254 mm auf. Die Decken der Türme waren 76 mm stark. Der Panzerschutz der Kasematten der 76,2-mm-Geschütze lag bei 127 mm. Ein Torpedoschott befand sich nicht an Bord.
Insgesamt wies das Panzerschema einige „bemerkenswert fortschrittliche Züge“ auf und galten die Schiffe als gut durchkonstruiert. Dennoch hatte die South-Carolina-Klasse auch Schwachstellen. So galt etwa der Unterwasserschutz (dies war aber ein generelles Problem vieler Linienschiffe und Schlachtschiffe vor dem Ersten Weltkrieg) als unzureichend ausgeprägt, auch die Panzerung des Hauptdecks, die maximal 64 mm betrug (an einigen Stellen sogar nur 25 mm) wurde allgemein als zu schwach eingestuft. Das Gesamtgewicht des kompletten Panzermaterials lag bei rund 4000 ts.

### Antriebsanlage
Die Maschinenanlage bestand aus zwölf kohlenbefeuerten Babcock-&-Wilcox-Wasserrohrkesseln und zwei vertikal eingebauten 4-Zylinder-Dreifach-Expansionsmaschinen, die zwei Propellerwellen ansteuerten. Interessant ist hierbei, dass sich die US-Marine zum Einbau von traditionellen Kolbendampfmaschinen entschied, während etwa in Europa die Royal Navy mit der zur gleichen Zeit gebauten Dreadnought bereits den Übergang zum Turbinenantrieb vorgezeichnet hatte. Obgleich die Maschinenleistung von geplant 16.500 PSi nicht erreicht wurde, die maximale Leistung bei den Probefahrten lag bei 16.016 PSi, übertrafen die Schiffe ihre geplante Höchstgeschwindigkeit von 18,5 kn leicht und erzielten (zumindest Michigan) bei Meilenfahrten bis zu 18,86 kn Höchstfahrt. Die maximale Kohlenkapazität lag bei rund 2400 Tonnen, womit die Schiffe, bei einer sparsamen Marschfahrt von 10 kn, eine Reichweite von 6950 Seemeilen (etwa 12.870 Kilometer) besaßen. Das Gesamtgewicht der Maschinenanlage betrug 1854 ts.

## Einheiten
| Schiff                     | Bauwerft                             | Kiellegung        | Stapellauf    | Indienststellung | Anmerkungen und Verbleib |
| -------------------------- | ------------------------------------ | ----------------- | ------------- | ---------------- | --- |
| USS South Carolina (BB-26) | William Cramp and Sons, Philadelphia | 18. Dezember 1906 | 11. Juli 1908 | 1. März 1910     | Nach Indienstnahme US-Atlantikflotte (2nd Battleship Division). 1911 Besuche in Europa (u. a. Kiel, Kopenhagen und Kronstadt). 1913/14 Patrouillen vor der mexikanischen Küste (siehe Mexikanische Revolution) zum Schutz von US-Interessen und Teilnahme an der US-Intervention auf Haiti 1915. September 1916 bis Januar 1917 Generalüberholung bei Philadelphia Naval Shipyard. April 1917: Kriegseintritt der Vereinigten Staaten in den Ersten Weltkrieg. August/September 1918: Sicherung eines Truppen-Geleitzuges nach Europa (dabei am 17. September 1918 Verlust des Steuerbord-Propellers). Nach Kriegsende auf vier Fahrten Repatriierung von rund 4000 US-Soldaten nach den Vereinigten Staaten, danach zeitweilig Trainingsschiff. Gemäß Abrüstungsvereinbarungen am 15. Dezember 1921 außer Dienst gestellt. Am 24. April 1924 auf Abbruch verkauft und abgewrackt. |
| USS Michigan (BB-27)       | New York Shipbuilding, Camden        | 17. Dezember 1906 | 26. Mai 1908  | 4. Januar 1910   | Nach Indienstnahme US-Atlantikflotte. 1911/1912 Trainings- und Manövermissionen im Golf von Mexiko und in der Karibik. 1913/14 vor der Küste Mexikos eingesetzt (siehe South Carolina). 1917/18 temporär als Artillerieschulschiff genutzt. Im Januar 1918 Sturmschäden vor Cape Hatteras, Vormast umgeknickt, sechs Todesopfer. Überholungen Juli 1917 und August/September 1918 bei Philadelphia Naval Shipyard. September/Oktober 1918: Sicherung eines Truppen-Geleitzuges nach Europa. Nach Kriegsende auf zwei Fahrten Repatriierung von 1062 US-Soldaten nach den Vereinigten Staaten. 1921 als Schulschiff eingesetzt und Besuche in Europa. Außer Dienst gestellt am 11. Februar 1922, zum Abbruch verkauft am 10. November 1923. |